# 영광군수
영광군수는 전라남도 영광군의 군수이다. 영광군수는 관선(1946. 3.~1995. 6.)이었던 것이, 1995년 6월 제1회 전국동시지방선거 때부터 민선으로 바뀌었다.
| 대수     | 성명   | 임기                             | 비고                                    |
| -------- | ------ | -------------------------------- | --------------------------------------- |
| 43       | 김봉열 | 1995년 7월 1일~1998년 6월 30일   | 민선 1기                                |
| 44       | 김봉열 | 1998년 7월 1일~2002년 6월 30일   | 민선 2기. 재선                          |
| 45       | 김봉열 | 2002년 7월 1일~2006년 6월 30일   | 민선 3기. 3선                           |
| 46       | 강종만 | 2006년 7월 1일~2008년 3월 12일   | 민선 4기                                |
| 권한대행 | 신창섭 | 2008년 3월 12일~2008년 6월 4일   | 부군수, 민선 4기                        |
| 47       | 정기호 | 2008년 6월 5일~2010년 6월 30일   | 민선 4기. 2008년 재보궐 선거 당선       |
| 48       | 정기호 | 2010년 7월 1일~2014년 6월 30일   | 민선 5기. 재선                          |
| 49       | 김준성 | 2014년 7월 1일~2018년 6월 30일   | 민선 6기.                               |
| 50       | 김준성 | 2018년 7월 1일~2022년 6월 30일   | 민선 7기. 재선                          |
| 51       | 강종만 | 2022년 7월 1일~2024년 5월 17일   | 민선 8기. 재선(※제46대 영광군수)        |
| 권한대행 | 김정섭 | 2024년 5월 17일~2024년 10월 16일 | 부군수, 민선 8기                        |
| 52       | 장세일 | 2024년 10월 17일~                | 민선 8기. 2024년 하반기 재보궐선거 당선 |

## 같이 보기
- 영광군수 선거
- 영광군의 국회의원
- 전라남도지사